# Xung đột Israel–Liban
Cuộc xung đột Israel–Liban, hay còn gọi là xung đột Nam Liban, đề cập đến một loạt các cuộc đụng độ quân sự liên quan đến Israel, Leban và Syria, Tổ chức Giải phóng Palestine, cũng như các dân quân khác nhau hoạt động từ bên trong Liban. Cuộc xung đột lên đến đỉnh điểm vào những năm 1980, trong cuộc Nội chiến Liban, nhưng kể từ đó đã giảm đi.
Tổ chức Giải phóng Palestine (TCGPP) đã tuyển mộ các chiến binh ở Liban trong số các gia đình người tị nạn Palestine đã bị trục xuất hoặc bỏ trốn do sự kiện thành lập Israel năm 1948. Sau khi lãnh đạo TCGPP và lữ đoàn Fatah của nó bị trục xuất khỏi Jordan vào những năm 1970-71 vì đã thúc đẩy một cuộc nổi dậy, họ đã tiến vào Nam Liban gây ra một sự gia tăng bạo lực nội bộ và xuyên biên giới. Trong khi đó, căng thẳng về nhân khẩu học đối với Hiệp ước Quốc gia Liban đã dẫn đến cuộc Nội chiến Liban (1975–1990). TCGPP là một trong những nhân tố chính gây ra sự bùng nổ của Nội chiến Liban và những trận chiến của nó với các phe phái Liban đã tạo ra những cuộc can thiệp từ bên ngoài. Cuộc xâm lược Liban năm 1978 của Israel đã đẩy TCGPP về phía bắc sông Litani, nhưng TCGPP vẫn tiếp tục chiến dịch chống lại Israel. Israel xâm chiếm Liban một lần nữa vào năm 1982, liên minh với các dân quân Cơ đốc giáo Liban, Lực lượng Liban và Đảng Kataeb, và đã trục xuất TCGPP bằng vũ lực. Năm 1983, Israel và Liban đã ký Thỏa thuận 17 tháng 5, tạo khuôn khổ cho việc thiết lập quan hệ song phương bình thường giữa hai nước, nhưng mối quan hệ này đã bị phá vỡ với vụ tiếp quản dân quân Shia và Druze vào đầu năm 1984. Israel rút khỏi hầu hết Liban vào năm 1985, nhưng vẫn kiểm soát vùng đệm an ninh 12 dặm, được tổ chức với sự trợ giúp của các chiến binh ủy nhiệm trong Quân đội Nam Liban.
Năm 1985, Hezbollah, một phong trào cực đoan Shia của Liban do Iran tài trợ, đã kêu gọi đấu tranh vũ trang để chấm dứt sự chiếm đóng của Israel trên lãnh thổ Liban. Khi cuộc nội chiến ở Liban kết thúc và các phe phái chiến tranh khác đồng ý giải giới, Hezbollah và Quân đội Nam Liban đã từ chối. Chiến đấu với Hezbollah đã làm suy yếu quyết tâm của Israel và dẫn đến sự sụp đổ của Quân đội Nam Liban và sự kiện Israel rút quân năm 2000 về phía biên giới do Liên Hợp Quốc chỉ định của nước này.
Cho rằng Israel kiểm soát lãnh thổ trang trại Shebaa, Hezbollah tiếp tục các cuộc tấn công xuyên biên giới không liên tục trong sáu năm tới. Hezbollah hiện đã tìm cách thả công dân Liban trong các nhà tù của Israel và sử dụng thành công chiến thuật bắt lính Israel làm đòn bẩy cho một cuộc trao đổi tù nhân năm 2004. Việc bắt giữ hai binh sĩ Israel của Hezbollah đã làm bùng nổ cuộc Chiến tranh Liban 2006. Lệnh ngừng bắn của nó đã kêu gọi Hezbollah giải giáp và Israel tôn trọng toàn vẹn lãnh thổ và chủ quyền của Liban.
Chiến sự đã bị đình chỉ vào ngày 8 tháng 9 năm 2006. Tính đến năm 2015, tình hình nói chung vẫn tĩnh lặng, mặc dù cả hai bên đã vi phạm thỏa thuận ngừng bắn với việc Israel thực hiện các cuộc bay qua lãnh thổ Liban gần như hàng ngày và Hezbollah không giải giới.

## Dòng thời gian

### Đụng độ và ám sát biên giới (tháng 9 năm 2000 - tháng 7 năm 2006)
- Vào tháng 9 năm 2000, Hezbollah đã tạo ra một liên minh bầu cử với phong trào Amal. Chiếc vé đã quét tất cả 23 ghế quốc hội được phân bổ cho miền nam Liban trong cuộc bầu cử đầu tiên của khu vực đó kể từ năm 1972.[19]
- Vào ngày 7 tháng 10 năm 2000, ba người lính Israel - Adi Avitan, Thượng sĩ Benyamin Avraham, và Thượng sĩ Omar Sawaidwere - đã bị Hezbollah bắt cóc qua biên giới Liban của Israel.[20] Những người lính này đã bị giết trong cuộc tấn công hoặc ngay sau đó.[21]
- Sau khi Hezbollah giết một người lính Israel trong một cuộc tấn công vào một chiếc xe ủi bọc thép đã vượt qua biên giới để phá bom vào ngày 20 tháng 1 năm 2004, Israel đã ném bom hai căn cứ của nhóm.[22]
- Vào ngày 29 tháng 1 năm 2004, trong một cuộc trao đổi tù nhân qua nước Đức trung gian, cựu đứng đầu an ninh Amal Mustafa Dirani, người đã bị bắt bởi các chỉ huy Israel vào năm 1994, 22 tù nhân Liban khác, khoảng 400 người Palestine và 12 người Israel gốc Ả Rập đã được thả ra khỏi các nhà tù Israel để đổi lấy doanh nhân người Israel Elchanan Tenenbaum, người đã bị Hezbollah bắt giữ vào tháng 10 năm 2000. Phần còn lại của 59 chiến binh và thường dân Liban và thi thể của ba binh sĩ Israel bị bắt vào ngày 7 tháng 10 năm 2000 cũng là một phần của cuộc trao đổi. Hezbollah cũng yêu cầu thỏa thuận phải bao gồm các tấm bản đồ chỉ vị trí các mỏ của Israel ở Nam Liban.[15][16]

Vào tháng 5 năm 2004, dân quân Hezbollah đã giết một người lính Israel dọc biên giới trong các trang trại Shebaa của Israel.
Giữa tháng Bảy và tháng 8 năm 2004 có một thời kỳ xung đột biên giới dữ dội hơn. Hezbollah tuyên bố rằng cuộc đụng độ bắt đầu khi lực lượng Israel pháo kích các vị trí của nó, trong khi đó theo Israel, Hezbollah đã bắt đầu chiến bằng một cuộc tấn công bắn tỉa vào một tiền đồn biên giới.
Vào ngày 2 tháng 9 năm 2004, Nghị quyết 1559 đã được Hội đồng Bảo an Liên Hợp Quốc phê chuẩn, kêu gọi giải tán tất cả các dân quân Liban. Một Hezbollah có vũ trang được chính phủ Israel coi là trái với nghị quyết. Chính phủ Liban thì khác với cách giải thích này.
Quân đội Syria rút khỏi Liban vào tháng 4 năm 2005.
Vào ngày 26 tháng 5 năm 2006, một quả bom xe đã giết chết thủ lĩnh Jihad Hồi giáo Palestine Mahmoud Majzoub và anh trai của ông ở Sidon. Thủ tướng Liban Fuad Saniora gọi Israel là nghi phạm chính, nhưng Israel phủ nhận mối liên quan. Vào ngày 28 tháng 5 năm 2006, tên lửa đã được bắn từ Liban vào Israel.
Vào ngày 10 tháng 6 năm 2006, quân đội Liban đã bắt giữ các thành viên của một nhóm gián điệp được cho là của Israel, bao gồm Mahmoud Rafeh, vợ và hai con của ông. Cảnh sát đã phát hiện ra các vật liệu chế tạo bom, máy mật mã và các thiết bị gián điệp khác trong nhà của anh. Rafeh đã thú nhận về vụ giết Majzoub và việc anh làm việc cho Mossad, và thừa nhận rằng anh đã ám sát hai thủ lĩnh Hezbollah vào năm 1999 và 2003 và con trai của Ahmed Jibril, lãnh đạo Mặt trận phổ biến giải phóng Palestine - Tổng tư lệnh, vào năm 2002. Cựu Bộ trưởng Liban Walid Jumblatt, một nhà phê bình Hezbollah thẳng thắn, đã nghi ngờ rằng việc phát hiện gián điệp trên là một sự bịa đặt của Hezbollah.

### Chiến tranh Liban năm 2006

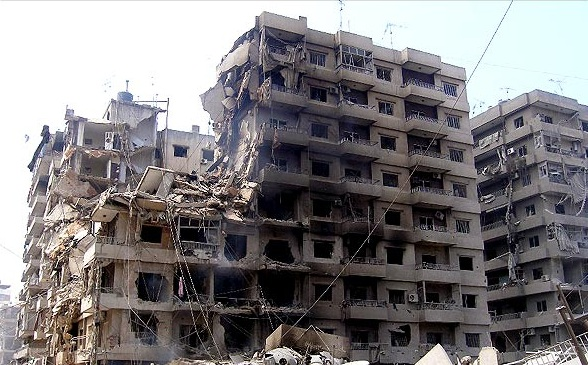
Các tòa nhà bị phá hủy ở Beirut năm 2006

Vào ngày 12 tháng 7 năm 2006, trong một sự cố được gọi là sự cố Zar'it-Shtula, Hezbollah đã khởi xướng các cuộc tấn công bằng tên lửa vào các vị trí của quân đội Israel gần bờ biển và gần làng biên giới Zar'it của Israel, trong khi một nhóm Hezbollah khác đi qua Liban vào Israel và phục kích hai xe của Quân đội Israel, giết chết ba lính Israel và bắt giữ hai người.
Hezbollah ngay lập tức yêu cầu thả tù nhân người Liban do Israel nắm giữ, bao gồm Samir Kuntar và một thủ phạm được cho là còn sống sót trong vụ thảm sát Đường ven biển, để đổi lấy việc thả các binh sĩ bị bắt.
Hỏa lực dữ dội giữa các bên đã diễn ra trên suốt chiều dài của Đường màu xanh, với Hezbollah nhắm vào các vị trí của Lực lượng Phòng vệ Israel gần các thị trấn của Israel.
Do đó, cuộc Chiến tranh Liban 2006 bắt đầu. Israel đáp trả bằng các cuộc không kích và pháo binh dữ dội vào các mục tiêu trên khắp Liban, một cuộc phong tỏa trên không và trên biển, và một cuộc xâm lược trên bộ vào miền nam Liban. Tại Liban, cuộc xung đột đã giết chết hơn 1.100 người, bao gồm cả các chiến binh, cơ sở hạ tầng bị phá hủy nghiêm trọng, và khiến khoảng một triệu người bị mất nhà cửa. Israel phải hứng chịu 42 ca dân thường thiệt mạng do các cuộc tấn công tên lửa kéo dài được phóng vào miền bắc Israel gây ra việc nửa triệu người Israel mất nhà cửa. Ngoài những cái chết trong chiến đấu ra thì cuộc sống bình thường trên hầu hết Liban và miền bắc Israel đã bị gián đoạn..
Một lệnh ngừng bắn do Liên Hợp Quốc thực hiện đã có hiệu lực vào ngày 14 tháng 8 năm 2006. Cuộc phong tỏa được dỡ bỏ vào ngày 8 tháng 9.

## Hậu quả
Kể từ khi cuộc Chiến tranh Liban 2006 kết thúc, chỉ có những sự kiện độc lập.

### Sự kiện biên giới quân sự Israel-Liban
- Vào ngày 7 tháng 2 năm 2007, đã có một cuộc đọ súng gần Avivim giữa Lực lượng Vũ trang Liban và Lực lượng Phòng vệ Israel, đỉnh điểm là vụ bắn hai quả đạn xe tăng Lực lượng Phòng vệ Israel qua biên giới. Không có thương tích ở cả hai phe.[42] Tổng thư ký Liên Hợp Quốc tuyên bố đây là sự cố vũ trang đầu tiên kể từ khi kết thúc cuộc chiến cuối cùng và rằng phát súng đầu tiên là của quân đội Liban dù không có bất kỳ sự khiêu khích nào do Lực lượng Phòng vệ Israel đang hoạt động bên trong lãnh thổ Israel.[43]
- Vào ngày 3 tháng 8 năm 2010, Lực lượng Phòng vệ Israel đã đụng độ với quân đội Liban. Cuộc đụng độ bắt đầu khi quân đội Liban tấn công một đồn của Lực lượng Phòng vệ Israel bằng súng bắn tỉa, giết chết một sĩ quan Israel và làm bị thương một người khác. Quân đội của Lực lượng Phòng vệ Israel tại hiện trường đã bắn trả, và Israel đã trả đũa bằng các cuộc không kích và pháo binh vào các vị trí của quân đội Liban, giết chết hai binh sĩ Liban và khiến năm người bị thương. Một nhà báo người Liban cũng bị giết, và một người bị thương. Người Liban tuyên bố họ đang đáp trả hành vi vi phạm chủ quyền của Israel khi quân đội Israel vượt qua biên giới và bắt đầu chặt một cái cây trên lãnh thổ Liban. Người Israel phủ nhận vi phạm chủ quyền của Liban và tuyên bố cái cây này nằm trong lãnh thổ của họ. Lực lượng lâm thời Liên Hợp Quốc tại Liban (UNIFIL) đã xác nhận lập trường của Israel, đồng thời cho biết rằng Israel đã thông báo cho họ về công tác biên giới trước đó.[44][45][46]
- Vào ngày 1 tháng 8 năm 2011, binh lính Israel và binh sĩ Liban đã đọ súng với nhau. Lúc đầu, có thông tin rằng một người lính Liban đã bị giết, nhưng UNIFIL sau đó tuyên bố rằng không có ai bị giết. Phát hiện của UNIFIL cho thấy quân đội Israel đã không vượt qua biên giới, và không có lý do nào cho cuộc đụng độ.[47][48]
- Vào ngày 16 tháng 12 năm 2013, một người lính Liban đã hành động mà không có lệnh và bắn vào một chiếc xe dân sự được điều khiển bởi một sĩ quan hải quân Israel dọc biên giới, giết chết anh ta. Người lính sau đó đã trốn khỏi hiện trường và đầu thú với chính quyền Liban. Ngay sau đó, quân Lực lượng Phòng vệ Israel hoạt động ở phía Israel của biên giới trong khu vực nơi sĩ quan bị giết đã bắn vào cái mà một phát ngôn viên của Lực lượng Phòng vệ Israel gọi là "chuyển động đáng ngờ" ở phía biên giới Liban, trúng hai lính Liban.[49]

### Bài viết
- Tranh chấp dầu khí ngoài khơi giữa Israel và Liban - Các quy tắc của luật hàng hải quốc tế Martin Waehlisch, ASIL Insight (Hiệp hội luật quốc tế Hoa Kỳ), Vol. 15, Số 3, ngày 5 tháng 12 năm 2011.